# ان‌جی‌سی ۵۳۹۵
ان‌جی‌سی ۵۳۹۵ (انگلیسی: NGC 5395) یک کهکشان مارپیچی در حال برهم‌کنش است که در فاصله ۱۶۰ میلیون سال نوری و در صورت فلکی تازی‌ها قرار دارد. این کهکشان در ۱۶ مه ۱۷۸۷ توسط ویلیام هرشل کشف شد.